# 723 Hammonia
723 Hammonia este un asteroid din centura principală, descoperit pe 21 octombrie 1911, de Johann Palisa.